# Полярный треугольник

Полярный треугольник для сферического треугольника

Поля́рный треуго́льник — понятие сферической тригонометрии.
Полярный треугольник для сферического треугольника — новый сферический треугольник {\displaystyle A'B'C'}, вершины которого суть полюсы больших окружностей, содержащих стороны исходного треугольника {\displaystyle ABC}, причём эти полюсы лежат на тех же полусферах, что и исходный треугольник (см. рисунок справа с красным полярным треугольником).

## Определения
Определение 1. Полярный треугольник для сферического треугольника — новый сферический треугольник {\displaystyle A'B'C'}, вершины которого суть полюсы больших окружностей, содержащих стороны исходного треугольника {\displaystyle ABC}, причём эти полюсы лежат на тех же полусферах, что и исходный треугольник (см. рисунок в начале статьи с красным полярным треугольником).
Это определение можно использовать для построения полярного треугольника.
Построение полярного треугольника 1. Пусть дан произвольный сферический треугольник {\displaystyle ABC}. Строим точки {\displaystyle A'}, {\displaystyle B'} и {\displaystyle C'} как полюсы больших окружностей, на которых лежат соответственно стороны {\displaystyle BC}, {\displaystyle AC} и {\displaystyle AB} исходного треугольника, причём эти полюсы лежат на тех же полусферах, что и исходный треугольник. Соединив построенные точки короткими дугами больших окружностей, получим полярный сферический треугольник {\displaystyle A'B'C'}.

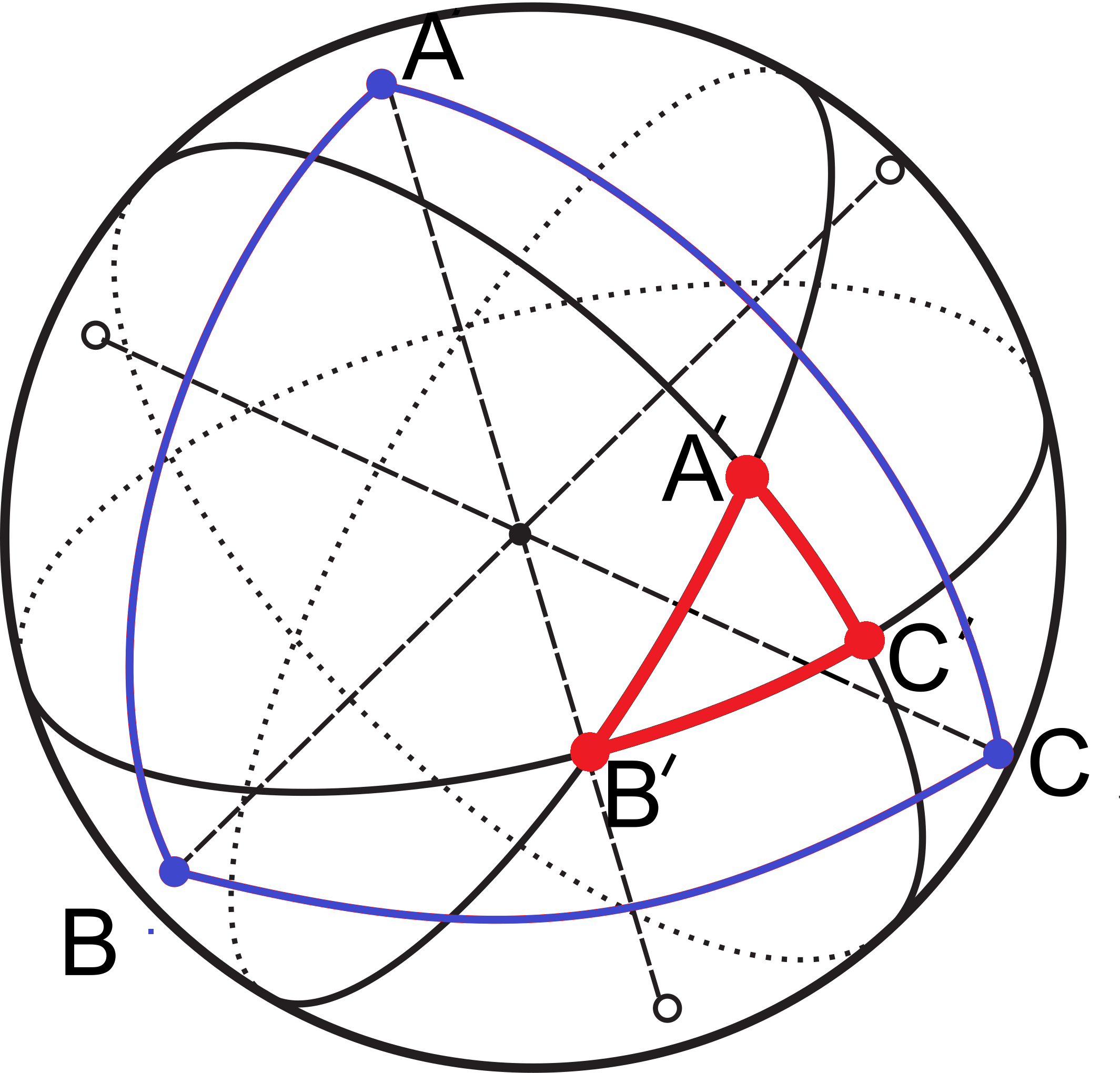
Полярный треугольник для сферического треугольника

В определении 1 используются вершины нового полярного треугольника и стороны исходного. Поскольку эти треугольники взаимно полярны, иногда ещё используют определение полярного треугольника, в котором используются, наоборот, вершины исходного треугольника и стороны полярного.
Определение 2. Полярный треугольник для сферического треугольника — новый сферический треугольник {\displaystyle A'B'C'}, стороны которого лежат на больших окружностях, относительно которых вершины исходного треугольника {\displaystyle ABC} суть полюсы, причём эти полюсы лежат на тех же полусферах, что и полярный треугольник (см. рисунок справа с красным полярным треугольником).
И это определение можно использовать для построения полярного треугольника.
Построение полярного треугольника 2. Пусть дан произвольный сферический треугольник {\displaystyle ABC}. Проведём поляры его вершин — большие окружности, получим восемь сферических треугольников. Полярным треугольником {\displaystyle A'B'C'} будет тот из восьми треугольников, стороны которого {\displaystyle B'C'}, {\displaystyle A'C'} и {\displaystyle A'B'} находятся с точками соответственно {\displaystyle A}, {\displaystyle B} и {\displaystyle C} на одной полусфере относительно поляр этих точек.

## Свойства
Полярные треугольники обладают свойством взаимности: если сферический треугольник ABC полярен относительно сферического треугольника LMN, то и сферический треугольник LMN полярен относительно сферического треугольника ABC. Углы одного из полярных друг относительно друга треугольников дополняют стороны другого треугольника до развёрнутого угла. Таким образом, каждая теорема или формула, относящаяся к сторонам и углам треугольника, может быть преобразована в двойственную теорему или формулу об углах и сторонах полярного треугольника. 
Если все стороны сферического треугольника меньше прямого угла, он будет лежать внутри полярного треугольника. Если все стороны сферического треугольника больше прямого угла, он будет сам содержать полярный треугольник. Если хотя бы одна сторона сферического треугольника меньше или равна прямому углу, тогда как остальные — больше, то он будет пересекаться с полярным треугольником. Сферический треугольник, все стороны которого равны прямому углу, будет полярен самому себе.

## История
Самый ранний пример применения полярного треугольника содержится в «Трактате о познании небесных дуг» Абу Насра ибн Ирака. Ибн Ирак вводит полярный треугольник при вычислении сторон данного сферического треугольника по трём его углам. Аналогичным методом пользовались впоследствии ал-Джайяни в «Книге о неизвестных дугах сферы» и Насир ад-Дин ат-Туси в «Трактате о полном четырёхстороннике».
Понятие «полярный треугольник» в Европе распространилось в 18 веке благодаря В.Снеллиусу, который вывел его основные свойства.